# Christian Berg
Christian Berg (født 2. juni 1944 i Sandved) er en dansk matematiker, der siden 1978 har været professor i matematik ved Københavns Universitet.
Han blev student fra Næstved Gymnasium i 1963, cand.scient. i matematik fra Københavns Universitet i 1968 og lic.scient. samme sted i 1971. I 1976 erhvervede han doktorgraden (dr. phil.) med  disputatsen Potentialteori på den uendelig dimensionale torus.
Christian Berg nyder stor international anseelse i matematikken og han er forfatter til talrige videnskabelige arbejder inden for området matematisk analyse. Han er kendt som en fremragende forelæser, der følger de rige traditioner i undervisningen grundlagt af Harald Bohr og Børge Jessen.
Han blev indvalgt som medlem af Videnskabernes Selskab i 1982. Han var formand for Dansk Matematisk Forening 1994-1998. Han var medlem af Statens Naturvidenskabelige Forskningsråd 1985-1992.
Christian Berg er Ridder af Dannebrogordenen af 1. grad.